# Petavius (hố)
Petavius là một hố Mặt Trăng lớn (hố va chạm) nằm về phía đông nam của Mare Fecunditatis, gần rìa đông nam của Mặt Trăng. Tiếp giáp ở rìa tây bắc là hố nhỏ hơn Wrottesley. Tiếp giáp ở phía đông nam là hố Palitzsch, Vallis Palitzsch, và hố Hase. Xa về phía bắc là hố lớn Vendelinus. Petavius xuất hiện hình thuôn bởi vì sự phóng đại. Petavius tồn tại từ kỷ Imbrium.
Tường ngoài của Petavius rộng theo đường kính, và xuất hiện vành đôi ở vành phía nam và phía tây. Độ cao của vành thay đổi trong khoảng 50% từ điểm thấp nhất, và hố có một số sườn núi mở rộng ra phía tường ngoài theo vòng tròn. Thềm hố được trở lại bề mặt sau khi bị chôn vùi bởi dòng chảy dung nham, và  xuất hiện một hệ thống rille có tên là Rimae Petavius. Ngọn núi lớn ở giữa dễ dàng được nhìn thấy với nhiều đỉnh, cao khoảng 1.7 km tính từ thềm hố. Hố có một khe nứt sâu chạy từ đỉnh núi giữa đến vành tây nam của hố.
Rev. T. W. Webb mô tả hố Petavius là,
"một trong những chỗ tốt nhất của Mặt Trăng: nó có được sườn đôi, ở phía đông gần 11.000 ft (3.400 m). Về độ cao, những bậc thang của nó, và hai mặt lồi bên trong với đồi núi ở giữa, sự kết hợp tạo nên một khung cảnh tuyệt vời vào buổi sáng và buối tối của Mặt Trăng, toàn bộ sẽ biến mất dưới ánh sáng Mặt Trời mọc."
Để ngắm được cảnh tượng này qua kính thiên văn là khi Mặt Trăng được ba ngày tuổi. Vào ngày thứ tư, hố sẽ gần như hoàn toàn không có bóng tối.
Hình từ Ra đa 70-cm của hố này và những gì xung quanh nó cho thấy vùng bề mặt phía ngoài của vành tường ngoài của Petavius có một vòng đen, tính chất này là tính chất của một bề mặt trơn không có viền ranh giới. Giả thuyết cho rằng bề mặt này được tạo ra bởi vụ nổ của vụ va chạm gốc rằng nó đã quét sạch khu vực này.
Petavius B nằm về phía bắc-tây bắc của Petavius có một hệ thống quang thiêu nằm dọc ở bề mặt của Mare Fecunditatis.  Bởi vì những ánh sáng đó, Petavius B được đánh dấu là một phần của Hệ thống Copernican.

## Hố vệ tinh
Theo quy ước, những tính chất này được xác định trên bản đồ bằng cách đặt từng chữ cái là tâm của các hố vệ tinh gần với Petavius nhất.
| Petavius | Vĩ độ   | Kinh độ | Đường kính |
| -------- | ------- | ------- | ---------- |
| A        | 26.0° N | 61.6° Đ | 5 km       |
| B        | 19.9° N | 57.1° Đ | 33 km      |
| C        | 27.7° N | 60.1° Đ | 11 km      |
| D        | 24.0° N | 64.4° Đ | 17 km      |

## Tầm nhìn

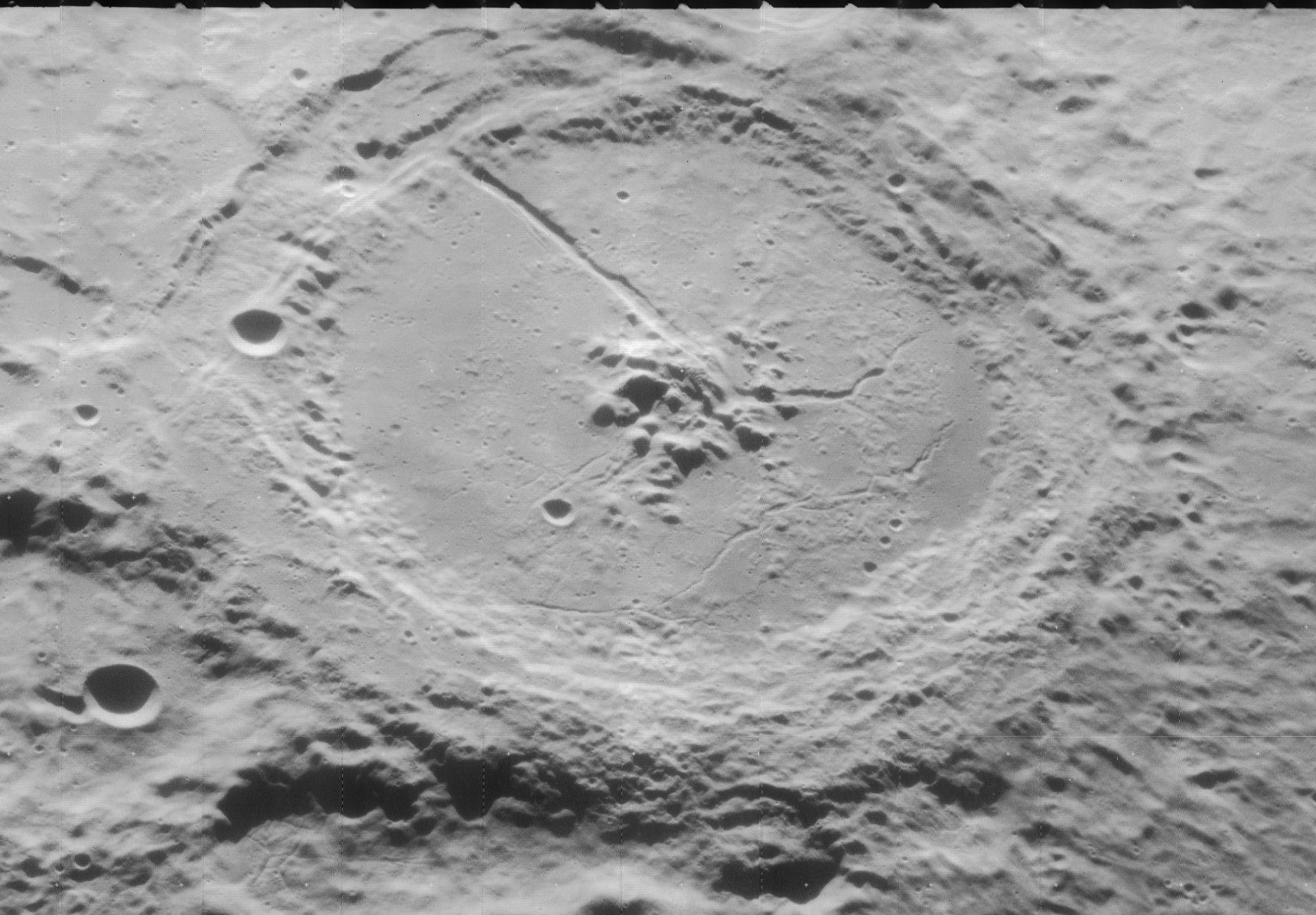
Tầm nhìn gần từ Lunar Orbiter 4
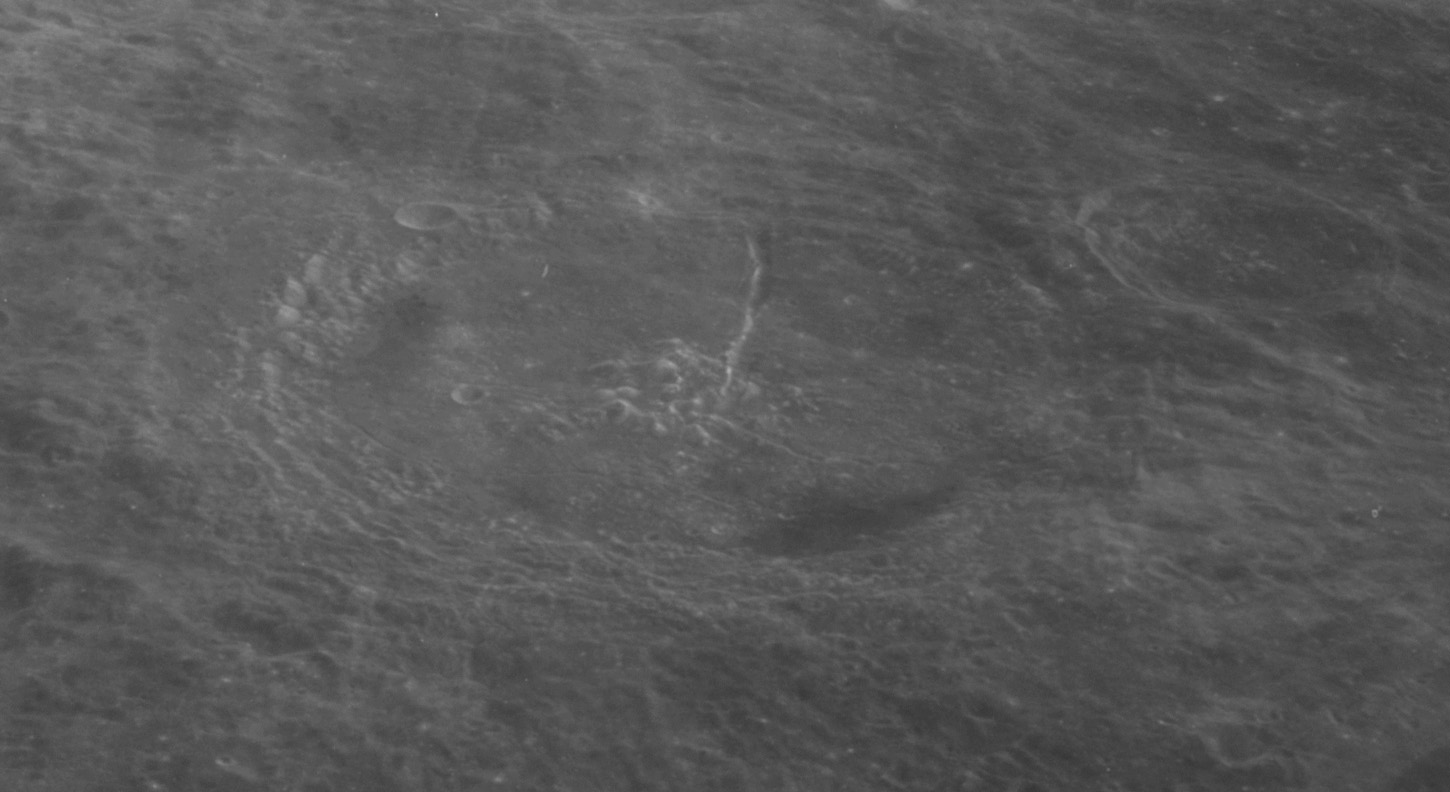
Tầm nhìn gần từ Apollo 14
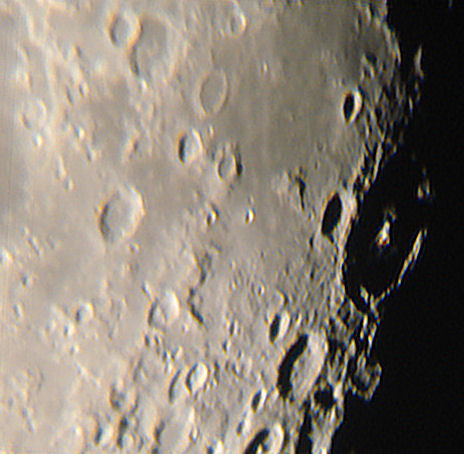
Hố Petavius tại đường rạng đông, được chụp từ Trái Đất
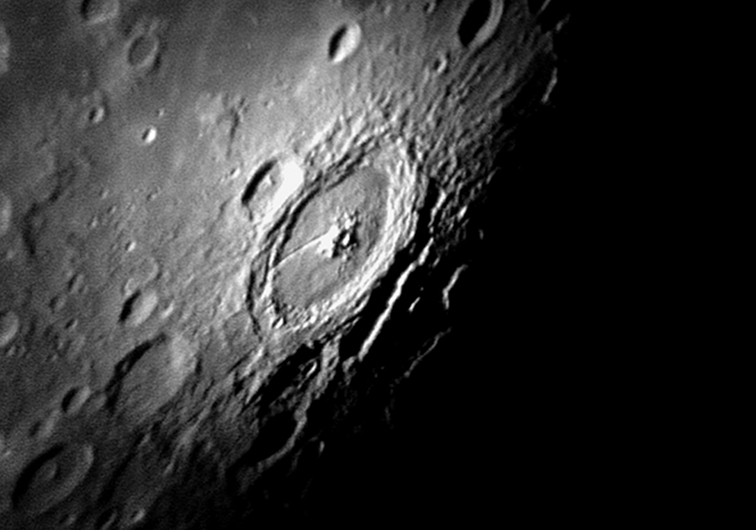
Hố Petavius được nhìn từ Trái Đất
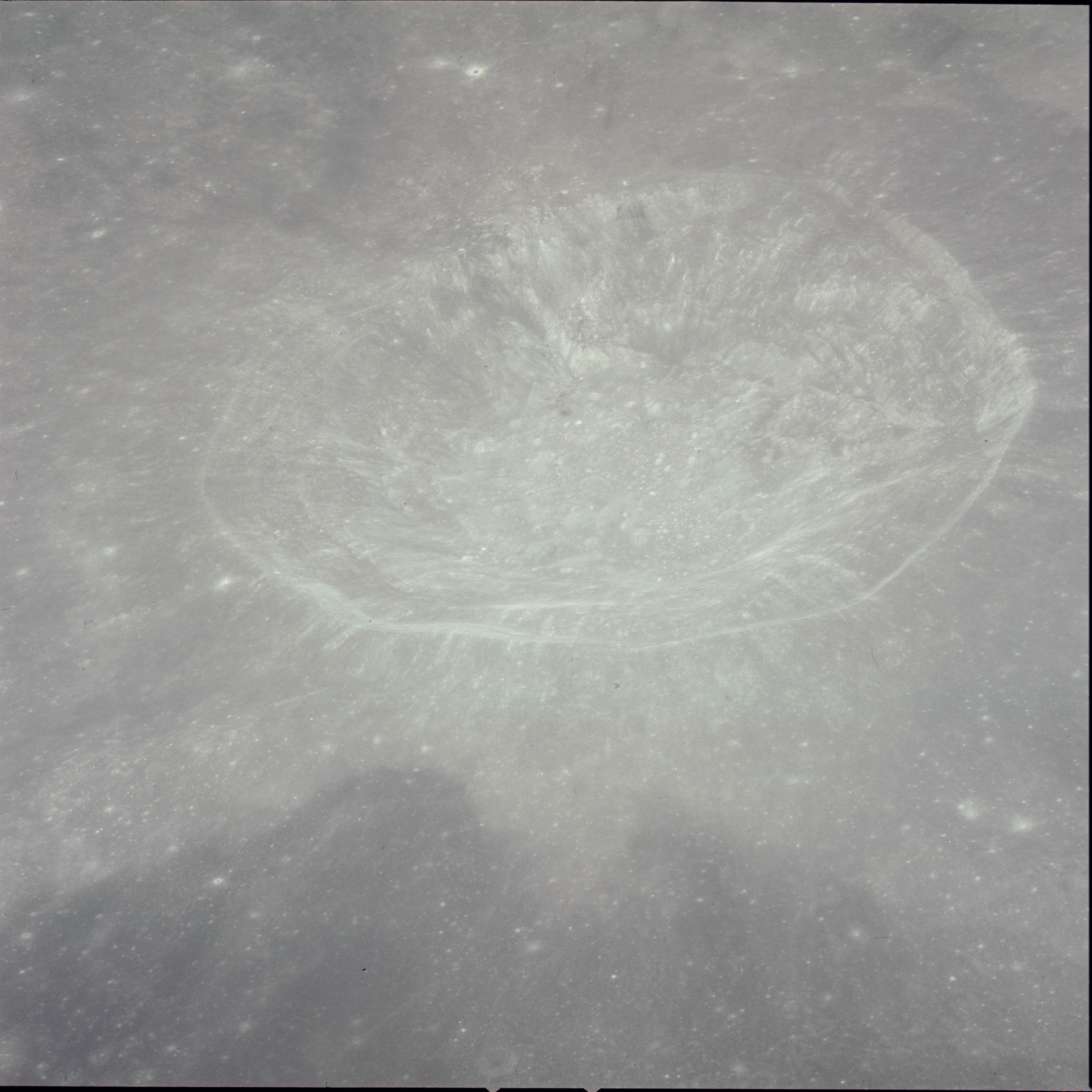
Hố Petavius B, hình từ Apollo 12